# Keyyo
Kristina Petrushina (Omsk, 27 februari 1997), beter bekend onder haar artiestennaam Keyyo, is een in Rusland geboren Zweeds presentatrice, komiek en voormalig YouTuber. Ze presenteerde samen met Edvin Törnblom Melodifestivalen 2025.

## Biografie
Keyyo werd geboren in Omsk in Rusland. Op negenjarige leeftijd verhuisde ze naar Zweden, waar ze zich met haar familie vestigde in Smedjebacken.
In 2014 begon Keyyo haar eigen komedieserie getiteld Keyyo & Co, met een script geschreven door haarzelf en Sissela Benn. In 2015 had ze met Ombytta roller med Keyyo nog een eigen serie op SVT Play, waarin ze verschillende zomerbaantjes aannam.
Keyyo speelde in 2016 de rol van Irina in de SVT televisieserie Må underbart med Tiffany Persson, met Anders Jansson in de hoofdrol.
In 2018 presenteerde Keyyo samen met Carina Berg het gala Barncancergalan – Det svenska humorpriset. In hetzelfde jaar nam ze deel aan Fångarna på fortet, de Zweedse versie van het Franse televisieprogramma Fort Boyard, op TV4.
Keyyo presenteerde in 2017 en 2018 samen met Pär Lernström Talang, eveneens uitgezonden op TV4. Sinds 2017 presenteerde ze ook Morgonpasset op Sveriges Radio.
In 2019 reisde Keyyo samen met Johan Rheborg af naar haar geboorteland Rusland, waar het duo het reisprogramma Keyyo med Rheborg i Ryssland maakte, uitgezonden op SVT.
Keyyo deed in 2020 mee aan het vierde seizoen van Bäst i test, de Zweedse versie van Taskmaster.
Op 7 november 2024 maakte Sveriges Television bekend dat Keyyo samen met Edvin Törnblom het Zweedse liedjesfestijn Melodifestivalen 2025 presenteerde.
Keyyo zal als puntengever de Zweedse punten onthullen in de finale van het Eurovisiesongfestival 2025. 
- MusicBrainz: 6afb9661-82f7-4fe8-ad72-bd657a9fcb8a